# オーリオ川

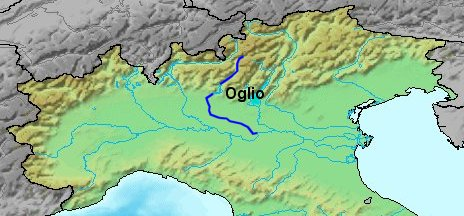
オーリオ川流路

オーリオ川（オーリオがわ、Oglio）は、イタリア北部のロンバルディアを流れる川で、ポー川の支流の一つである。
プレゼーナ（Presena）氷河を源とするナルカンチェッロ川（Narcanello）と、ステルヴィオ国立公園（Parco Nazionale dello Stelvio）内にあるオロービエ・アルプス（Alpi Orobie）のコルノ・デイ・トレ・シニョーリ（Corno dei Tre Signori）の斜面の標高2600mにあるエルカヴァッロ湖（Ercavallo）から流れるフリジドルフォ川（Frigidolfo）との2つの渓流がペッツォ・ディ・ポンテ・ディ・レーニョ（Pezzo di Ponte di Legno）付近で合流してオーリオ川となる。
さらにカモニカ渓谷を流れ、ローヴェレとピゾーニェの間で川は形を変えイゼーオ湖となり、サルニコ付近で流出する。マントヴァのスコルツァローロ（Scorzarolo）付近のトッレドリオ（Torredoglio）の平原でポー川に合流する。
主な支流にはメッラ川（Mella）とキエーゼ川（Chiese）がある。

## 流域の自治体
ロンバルディア州
ブレシア県、ベルガモ県、クレモナ県、マントヴァ県